# Ulmerfeld
Ulmerfeld ist ein Ort und eine Katastralgemeinde der Bezirkshauptstadt Amstetten in Niederösterreich.

## Geschichte
Am 15. August 995 wurde Ulmerfeld erstmals in einer Tauschurkunde Bischof Gottschalks von Passau erwähnt, die die Übergabe Ulmerfelds durch den römisch-deutschen König Otto III. an den Bischof von Freising zum Inhalt hat. 1250 wurde Ulmerfeld gemeinsam mit Neuhofen aus der Pfarre Amstetten gelöst. Die Kirche in Ulmerfeld wurde Filialkirche von Neuhofen.
1321 erfolgte der Ausbau der Burg als Verwaltungszentrum und Sitz des Freisinger Pflegers. 1390 erfolgte die Befestigung des Marktes mit einer Ringmauer und drei Tortürmen. 1569 wurde durch den Bischof von Freising das Mohrenkopfwappen verliehen. 1803 endete die Herrschaft des Hochstift Freising, Schloss und Herrschaft wurden vorübergehend Staatsdomäne, Ulmerfeld erhielt eine eigene Pfarre.
1850 entstand die Gemeinde Ulmerfeld. Laut Adressbuch von Österreich waren im Jahr 1938 in der Marktgemeinde Ulmerfeld zahlreiche Betriebe ansässig, darunter ein Kino, die Handels- und Gewerbekassa Ulmerfeld und die Sachsen-Coburg-Gotha'sche Forstverwaltung.
Mit dem „Anschluss“ Österreichs 1938 wurde die Gemeinde aufgelöst. Nach dem Zweiten Weltkrieg wurden die Ortsteile Ulmerfeld und Hausmening wieder eigenständige Gemeinden. 1965 erfolgte die Gemeindezusammenlegung der Gemeinden Ulmerfeld und Hausmening. 1972 wurden die Gemeinden Ulmerfeld-Hausmening, Mauer und Preinsbach mit der Stadt Amstetten vereinigt.

## Öffentliche Einrichtungen
In Ulmerfeld gibt es einen Kindergarten.

## Sehenswürdigkeiten

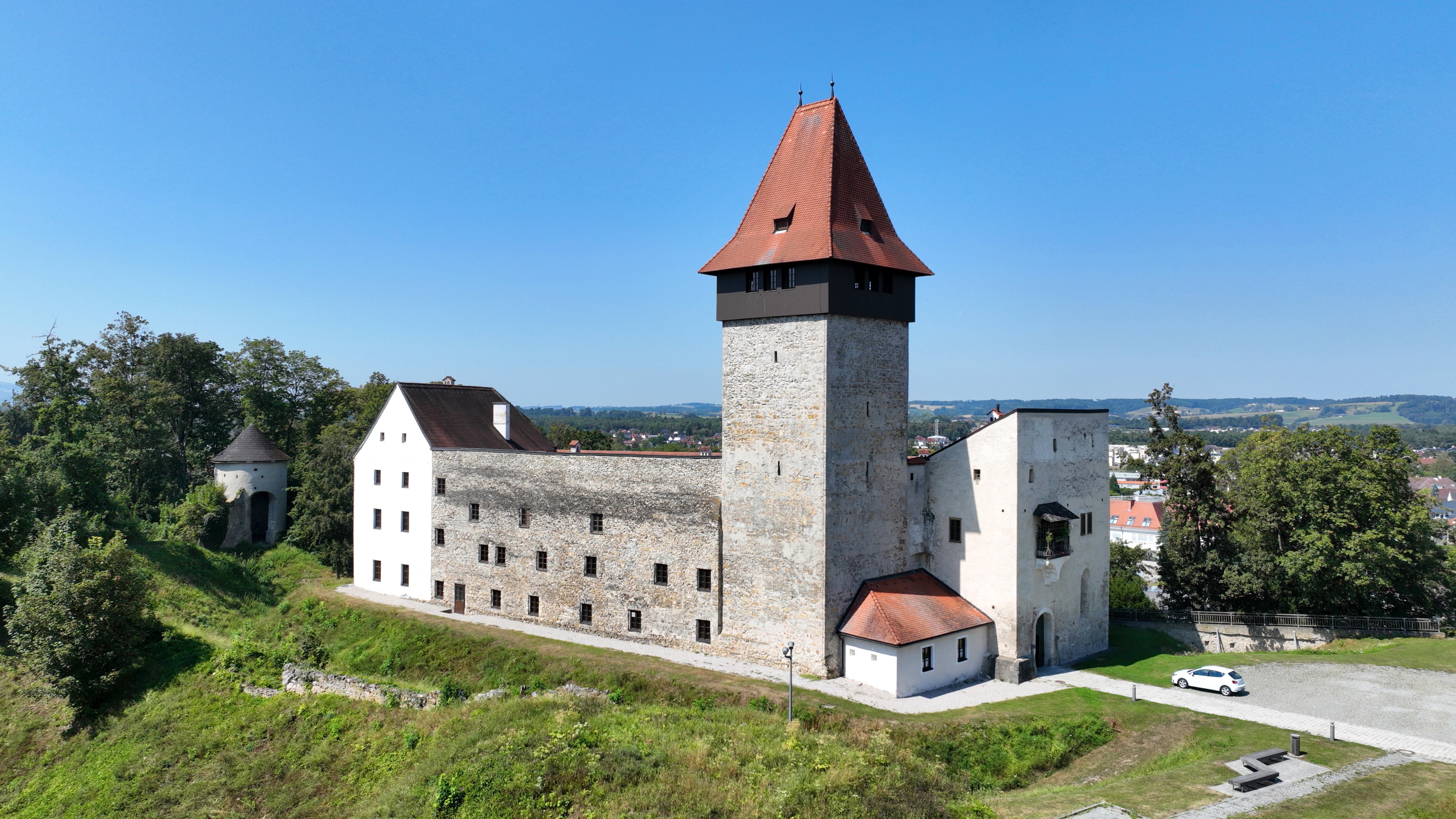
Schloss Ulmerfeld

- Pfarrkirche „Hl. Petrus und Paulus“
- Schloss Ulmerfeld, heute Jugendherberge

## Verkehr

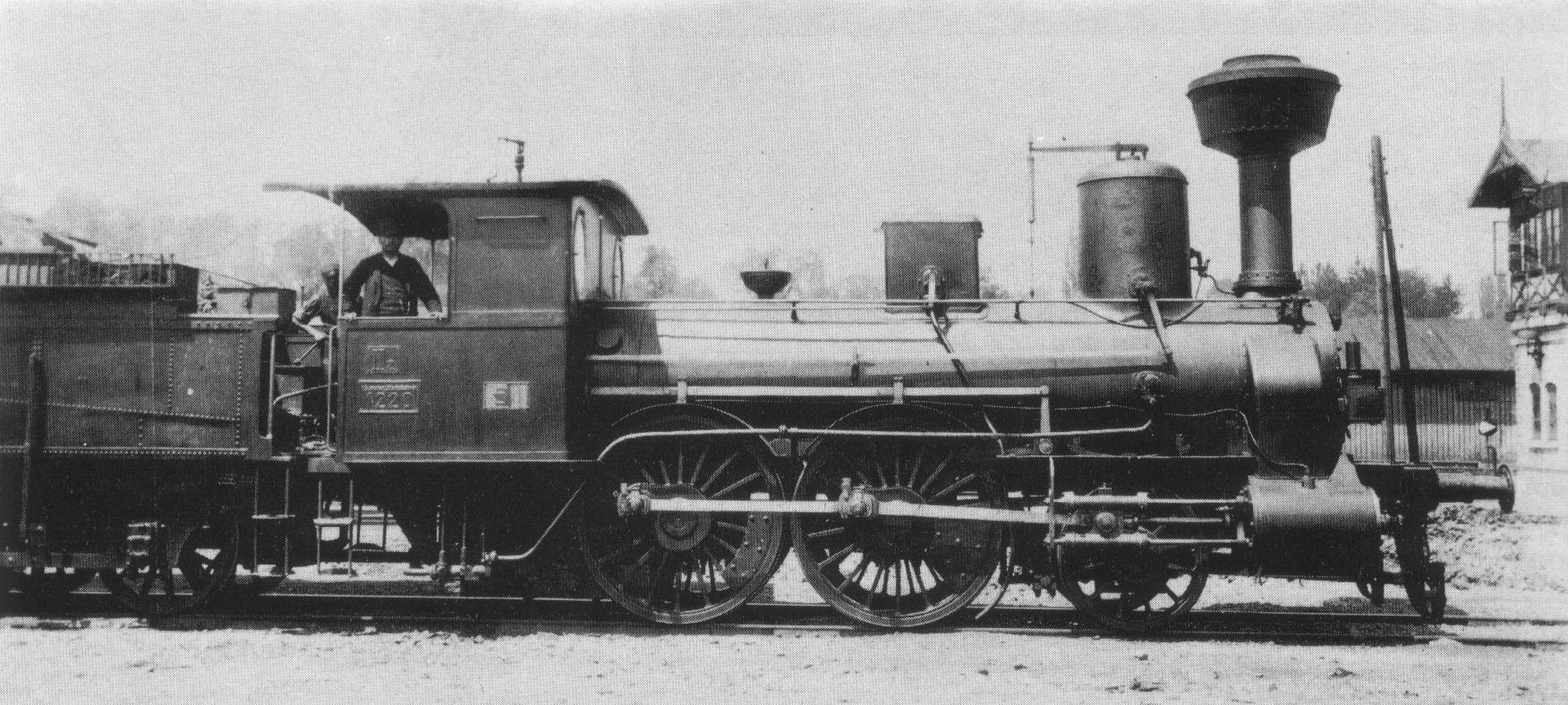
Rekonstruierte kkStB 12.20 frühere KEB 34 ULMERFELD

Der Bahnhof Ulmerfeld-Hausmening liegt an der Rudolfsbahn.

## Persönlichkeiten des Ortes
- Ferdinand Gießauf (1913–1985), Abt des Zisterzienserstiftes Zwettl
- Helene von Damm (* 1938), US-Botschafterin in Österreich